# جزایر مائوگ
جزایر مائوگ (به انگلیسی: Maug Islands) یک جزیره در جزایر ماریانای شمالی است که در اقیانوس آرام واقع شده‌است.

## خصوصیات
جزایر مائوگ غیرمسکونی می‌باشد و ۲۲۷ متر بالاتر از سطح دریا واقع شده‌است.

## نگارخانه

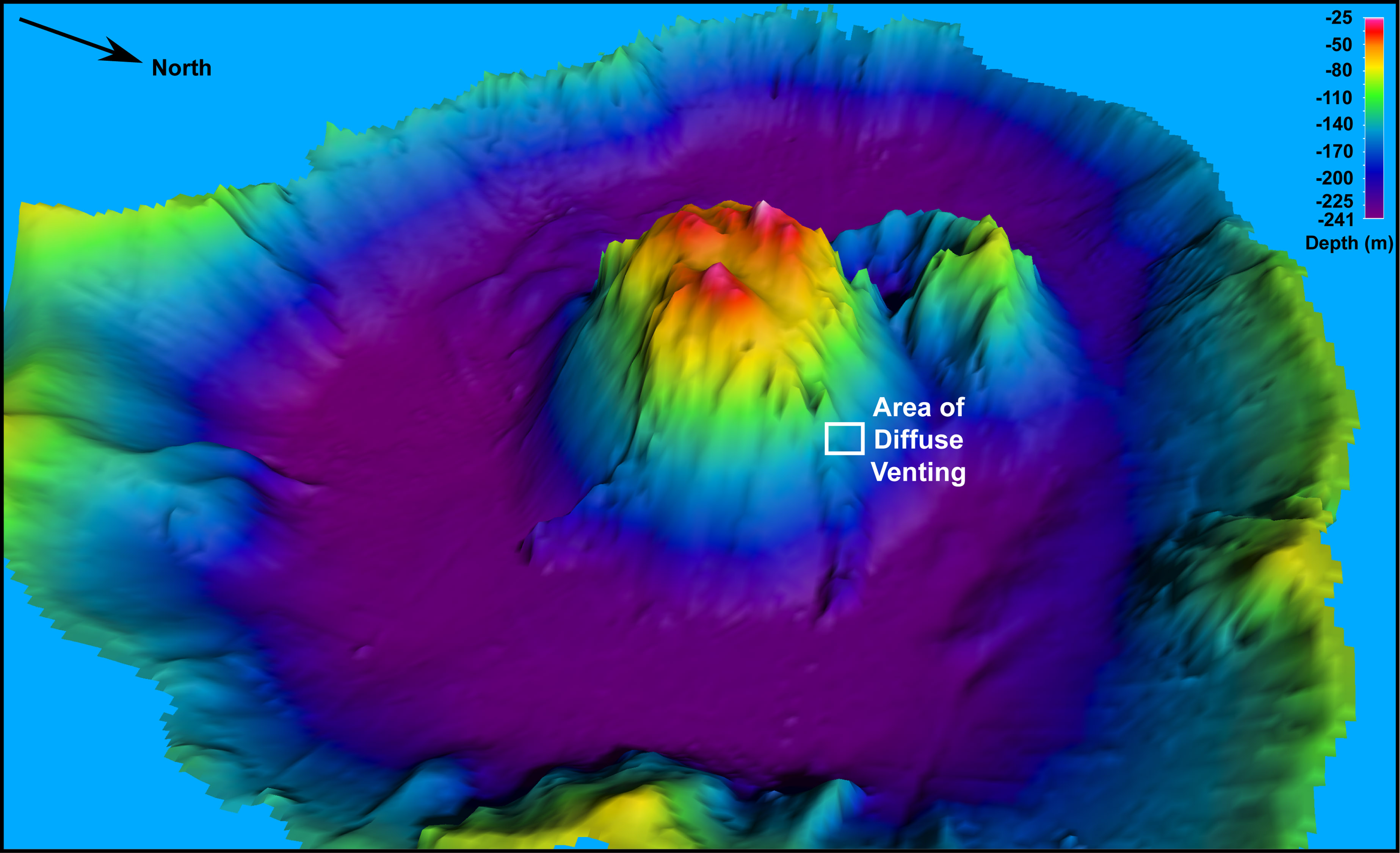
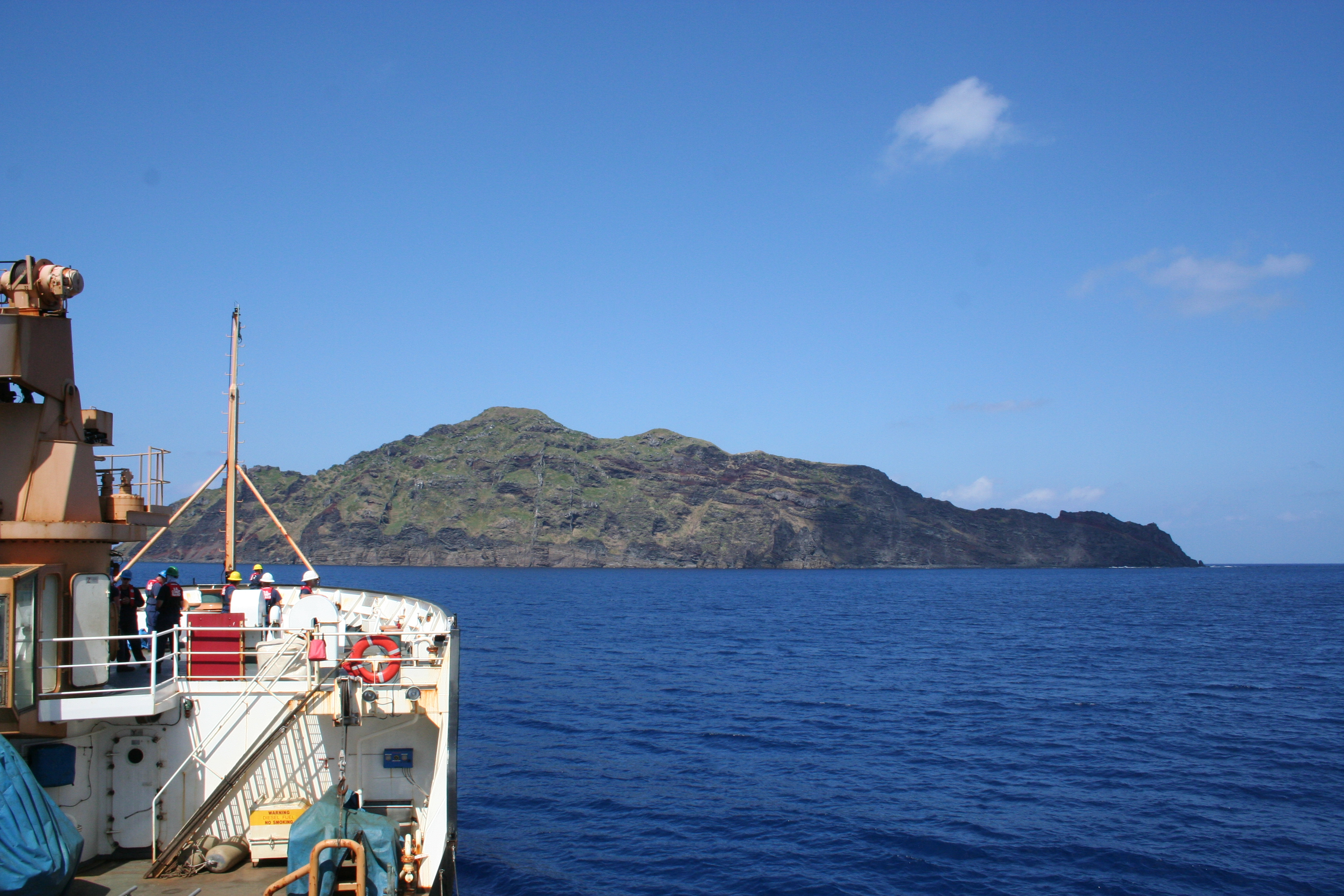